# Charaxes bohemani
Charaxes bohemani is een vlinder uit de familie van de Nymphalidae. De wetenschappelijke naam van de soort is voor het eerst geldig gepubliceerd in 1859 door Cajetan Freiherr von Felder & Felder.

## Kenmerken
De bovenzijde van de vleugels is blauw en zwart gekleurd. De vrouwtjes hebben een witte band over de bovenzijde van de voorvleugels. De spanwijdte bedraagt ongeveer 7,5 tot 10,5 cm.

## Verspreiding en leefgebied
Deze vlindersoort komt voor in zuidelijk Afrika, Zambia, Malawi, Congo-Kinshasa, Kenia en Botswana in savannes met weelderig struikgewas en in bossen met open plekken.

## Waardplanten
De waardplanten zijn afzelia uit de familie Leguminosae en sorghum uit de familie Gramineae.